# The Last of Us (serial)
The Last of Us este un serial de televiziune postapocaliptic bazat pe jocul video omonim. Este creat de Craig Mazin și Neil Druckmann pentru  HBO. Primul episod, „Când ești pierdut în întuneric” a avut premiera la 15 ianuarie 2023.
Serialul este plasat la douăzeci de ani după ce o infecție fungică în masă a declanșat o pandemie globală și îl urmărește pe Joel (Pedro Pascal), un contrabandist însărcinat să o escorteze pe adolescenta Ellie (Bella Ramsey) în Statele Unite post-apocaliptice. În roluri secundare apar Gabriel Luna ca fratele mai mic al lui Joel, Tommy și Anna Torv, ca partenera lui Joel, Tess.

## Premisă
În 2003, izbucnirea epidemiei cu ciuperca mutantă Cordyceps face ravagii în Statele Unite, transformând gazdele umane în monștrii canibali pe măsură ce îi infectează. Într-o suburbie din Austin, Texas, Joel (Troy Baker) încearcă să fugă cu fratele său Tommy (Jeffrey Pierce) și fiica Sarah (Hana Hayes). Pe măsură ce fug, Sarah este împușcată de un soldat și moare în mâinile lui Joel. 
Douăzeci de ani mai târziu, în 2023, după ce pandemia globală a ciupercilor Cordyceps a devastat civilizația umană, Joel locuiește într-o zonă de carantină militară cu sediul în ruinele din Boston, Massachusetts, administrată de Agenția Federală de Răspuns la Dezastre (FEDRA). El și partenera sa Tess (Anna Torv) se întrețin prin contrabandă și vânzarea de produse de contrabandă către civili și soldați. Joel plănuiește să părăsească zona pentru a ajunge în Wyoming în căutarea lui Tommy, cu care a pierdut contactul în urmă cu câteva săptămâni. Joel și Tess cumpără o baterie auto de la Robert (Brendan Fletcher), un comerciant local, dar sunt păcăliți de acesta atunci când bateria este vândută în schimb Licuricilor, un grup de rezistență care luptă împotriva FEDRA.
Încercând să recupereze bateria, ei descoperă că afacerea a mers prost și Robert și mai mulți dintre Licurici sunt morți. Conducătoarea rănită a Licuricilor, Marlene (Merle Dandridge), îi roagă pe Joel și Tess s-o ducă pe tânăra Ellie (Bella Ramsey) la Old State House și să o predea unui grup de Licurici în schimbul a ce provizii doresc aceștia. Joel și Tess acceptă slujba. Cei trei așteaptă până la căderea nopții pentru a părăsi zona de carantină. Sunt prinși de un soldat și forțați să facă un control al infecției. În timp ce Joel și Tess încearcă să negocieze cu soldatul, Ellie îl înjunghie în picior. Soldatul amenință că o împușcă pe Ellie, dar amintindu-i lui Joel de moartea lui Sarah; își pierde cumpătul și îl bate pe soldat până la moarte. Scanarea lui Ellie este pozitivă, dar ea jură că nu este infectată, deoarece a fost contaminată cu trei săptămâni mai devreme și este în regulă. Joel, Tess și Ellie intră într-o zonă de contaminare biologică din districtul comercial din Boston pentru a fugi de soldații FEDRA care îi urmăresc.

## Personaje

### Personaje principale
- Pedro Pascal - Joel
- Bella Ramsey - Ellie

### Personaje secundare
- Gabriel Luna - Tommy
- Anna Torv - Tess
- Lamar Johnson - Henry
- Keivonn Woodard - Sam
- Melanie Lynskey - Kathleen

## Episoade
| Nr. | Titlu                            | Regizat de     | Scris de                     | Data difuzării    | U.S. telespectatori (milioane) |
| --- | -------------------------------- | -------------- | ---------------------------- | ----------------- | ------------------------------ |
| 1   | „Când ești pierdut în întuneric” | Craig Mazin    | Craig Mazin & Neil Druckmann | 15 ianuarie 2023  | 0.588                          |
| 2   | „Infectați”                      | Neil Druckmann | Craig Mazin                  | 22 ianuarie 2023  | 0.633                          |
| 3   | „Mult, mult timp”                | Peter Hoar     | Craig Mazin                  | 29 ianuarie 2023  | 0.747                          |
| 4   | „Ține-mă de mână, te rog”        | Jeremy Webb    | Craig Mazin                  | 5 februarie 2023  | 0.991                          |
| 5   | „Rezistență și supraviețuire”    | Jeremy Webb    | Craig Mazin                  | 12 februarie 2023 | 0.382                          |
| 6   | „Rude”                           | Jasmila Žbanić | Craig Mazin                  | 19 februarie 2023 | 0.841                          |
| 7   | „Lăsați în urmă”                 | Liza Johnson   | Neil Druckmann               | 26 februarie 2023 | 1.083                          |
| 8   | „La nevoie”                      | Ali Abbasi     | Craig Mazin                  | 5 martie 2023     | 1.039                          |
| 9   | „Caută lumina”                   | Ali Abbasi     | Craig Mazin                  | 12 martie 2023    | 1.040                          |